# Statistiche del campionato mondiale Supermoto

## Piloti più vittoriosi
Tabella aggiornata al termine della stagione 2015
| Pilota                | Titoli mondiali | Vittorie GP | Vittorie manche | Podi |
| --------------------- | --------------- | ----------- | --------------- | ---- |
| Thierry Van Den Bosch | 4               | 29          | 57              | 90   |
| Thomas Chareyre       | 4               | 20          | 43              | 57   |
| Adrien Chareyre       | 4               | 20          | 33              | 74   |
| Mauno Hermunen        | 1               | 14          | 39              | 24   |
| Eddy Seel             | 1               | 10          | 26              | 53   |
| Davide Gozzini        |                 | 9           | 25              | 57   |
| Gerald Delepine       | 2               | 8           | 18              | 73   |
| Bernd Hiemer          | 2               | 8           | 13              | 44   |
| Ivan Lazzarini        |                 | 8           | 18              | 76   |
| Boris Chambon         | 1               | 5           | 16              | 54   |
| Jérôme Giraudo        | 1               | 4           | 10              | 29   |
| Jürgen Künzel         |                 | 3           | 7               | 20   |
| Christian Iddon       |                 | 2           | 4               | 21   |
| Thierry Godfroid      |                 | 2           | 4               | 5    |
| Max Verderosa         |                 | 2           | 2               | 12   |
| Frédéric Bolley       |                 | 1           | 5               | 20   |
| Massimo Manzo         |                 | 1           | 4               | 22   |
| Néstor Jorge Cabrera  |                 | 1           | 3               | 6    |
| Lukas Hollbacher      |                 | 1           | 3               | 1    |
| Matthew Winstanley    |                 | 1           | 2               | 9    |
| Pavel Kejmar          |                 | 1           | 2               | 1    |
| Massimo Beltrami      |                 | 1           | 1               | 9    |
| Fabio Balducci        |                 | 1           | 1               | 8    |
| Aleš Hlad             |                 | 1           | 1               | 5    |
| Attilio Pignotti      |                 | 1           |                 | 15   |
| Simone Girolami       |                 |             | 3               | 6    |
| Frédéric Fiorentino   |                 |             | 2               | 7    |
| Fabrice Lecoanet      |                 |             | 2               | 7    |
| Andrea Bartolini      |                 |             | 1               | 2    |
| Maxime Testu          |                 |             | 1               | 1    |
| Marcel Götz           |                 |             |                 | 6    |
| Sylvain Bidart        |                 |             |                 | 4    |
| Luca Minutilli        |                 |             |                 | 4    |
| Kevin Berthome        |                 |             |                 | 3    |
| Stéphane Blot         |                 |             |                 | 3    |
| Marc Fraikin          |                 |             |                 | 3    |
| Paolo Gaspardone      |                 |             |                 | 3    |
| Fabrice Guyot         |                 |             |                 | 3    |
| Lorenzo Mariani       |                 |             |                 | 3    |
| Ivan Boano            |                 |             |                 | 2    |
| Trampas Parker        |                 |             |                 | 2    |
| Marcel Van Drunen     |                 |             |                 | 2    |
| Fabrizio Bartolini    |                 |             |                 | 1    |
| Walter Bartolini      |                 |             |                 | 1    |
| Edgardo Borella       |                 |             |                 | 1    |
| Mark Burkhart         |                 |             |                 | 1    |
| Giovanni Bussei       |                 |             |                 | 1    |
| Daniel Crosset        |                 |             |                 | 1    |
| Gilles Dejong         |                 |             |                 | 1    |
| Giuseppe Di Iorio     |                 |             |                 | 1    |
| Enzo Ermondi          |                 |             |                 | 1    |
| Eric Lambert          |                 |             |                 | 1    |
| Uros Nastran          |                 |             |                 | 1    |
| Aurelien Rolland      |                 |             |                 | 1    |
| William Rubio         |                 |             |                 | 1    |
| Craig Venske          |                 |             |                 | 1    |

### Più anziano campione del mondo
- Gerald Delepine (nel 2007 a 37 anni e 2005 a 35 anni su Husqvarna)
- Thierry Van Den Bosch (nel 2009 a 35 anni su TM)
- Eddy Seel (nel 2003 a 33 anni su Husqvarna)

### Più giovane campione del mondo
- Adrien Chareyre (nel 2007 a 21 anni, 2008 a 22 anni, 2009 a 23 anni su Husqvarna e 2011 a 25 anni su Aprilia)
- Thomas Chareyre (nel 2010 a 22 anni su TM)
- Bernd Hiemer (nel 2006 a 23 anni e 2008 a 25 anni su KTM)

## Titoli mondiali scuderie
- 12 - Husqvarna: 6 costruttori e 6 piloti
- 11 - TM: 5 costruttori e 6 piloti
- 9 - KTM: 4 costruttori e 5 piloti
- 7 - Aprilia: 4 costruttori e 3 piloti
- 1 - Honda: 1 costruttori

## Titoli "Supermoto delle Nazioni"
- 4 - Francia
- 4 - Italia
- 1 - Germania